# William Hesmer
William Hesmer, född 23 november, 1981, är en amerikansk före detta fotbollsmålvakt.

## Statistik

### Major League Soccer

#### Grundserien
| Säsong | Klubb               | Liga                | Matcher | Antal nollor |
| ------ | ------------------- | ------------------- | ------- | ------------ |
| 2004   | Kansas City Wizards | Major League Soccer | 0       | 0            |
| 2005   | Kansas City Wizards | Major League Soccer | 0       | 0            |
| 2006   | Kansas City Wizards | Major League Soccer | 3       | 1            |
| 2007   | Columbus Crew       | Major League Soccer | 20      | 5            |
| 2008   | Columbus Crew       | Major League Soccer | 29      | 10           |
| 2009   | Columbus Crew       | Major League Soccer | 19      | 7            |
| 2010   | Columbus Crew       | Major League Soccer | 30      | 11           |
| 2011   | Columbus Crew       | Major League Soccer | 32      | 8            |
| Totalt | Totalt              | Totalt              | 133     | 42           |

#### MLS Cup
| Säsong | Klubb         | Liga    | Matcher | Antal nollor |
| ------ | ------------- | ------- | ------- | ------------ |
| 2008   | Columbus Crew | MLS Cup | 4       | 1            |
| 2009   | Columbus Crew | MLS Cup | 4       | 1            |
| 2010   | Columbus Crew | MLS Cup | 2       | 0            |
| 2012   | Columbus Crew | MLS Cup | 1       | 0            |
| Totalt | Totalt        | Totalt  | 11      | 2            |